# Capelopterum dohrni
Capelopterum dohrni är en insektsart som beskrevs av Melichar 1906. Capelopterum dohrni ingår i släktet Capelopterum och familjen sköldstritar. Inga underarter finns listade i Catalogue of Life.